# Physocarpus monogynus
Physocarpus monogynus är en rosväxtart som först beskrevs av John Torrey, och fick sitt nu gällande namn av Carl Ernst Otto Kuntze. Physocarpus monogynus ingår i släktet smällspireor, och familjen rosväxter. Inga underarter finns listade i Catalogue of Life.

## Bildgalleri

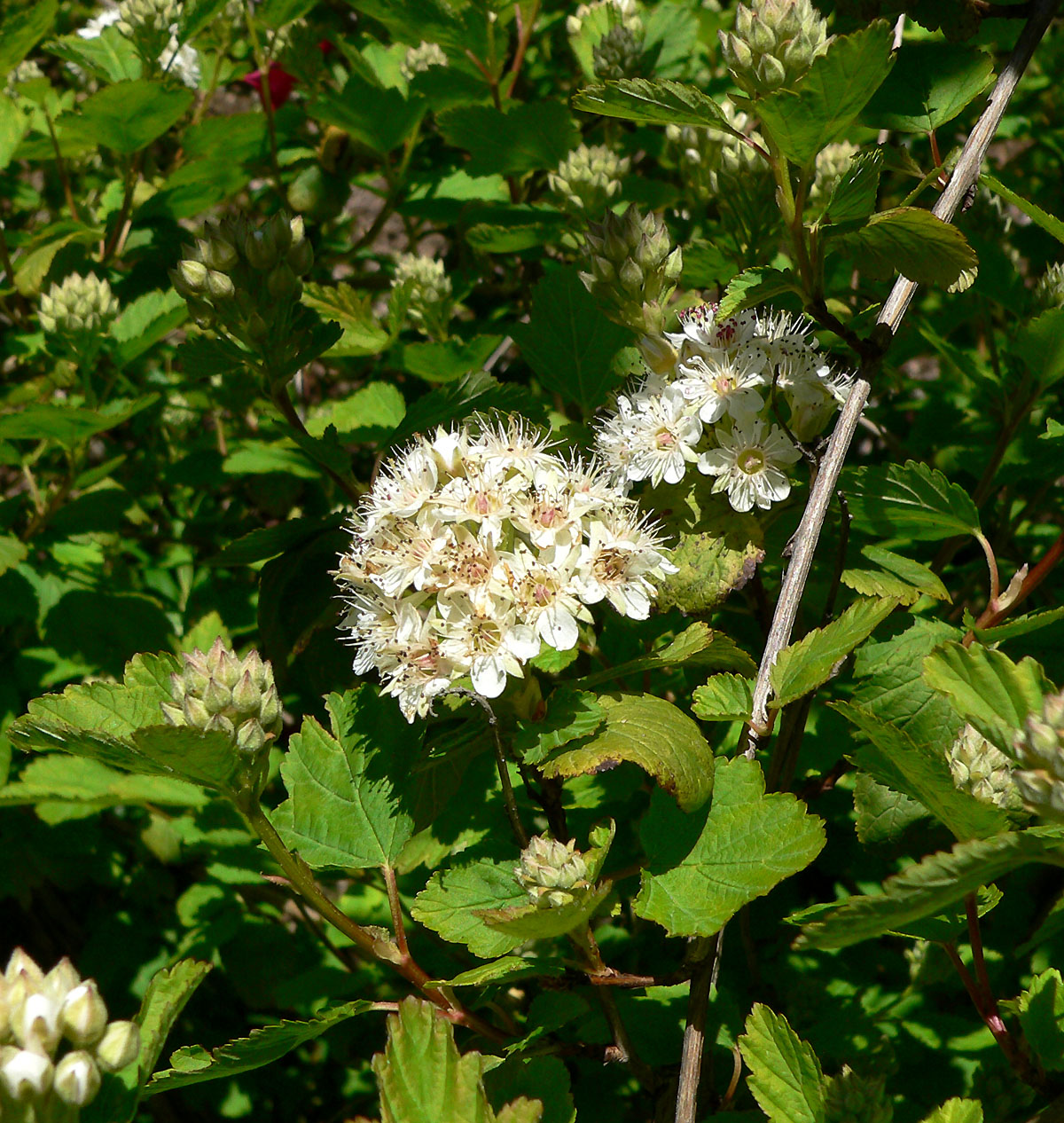
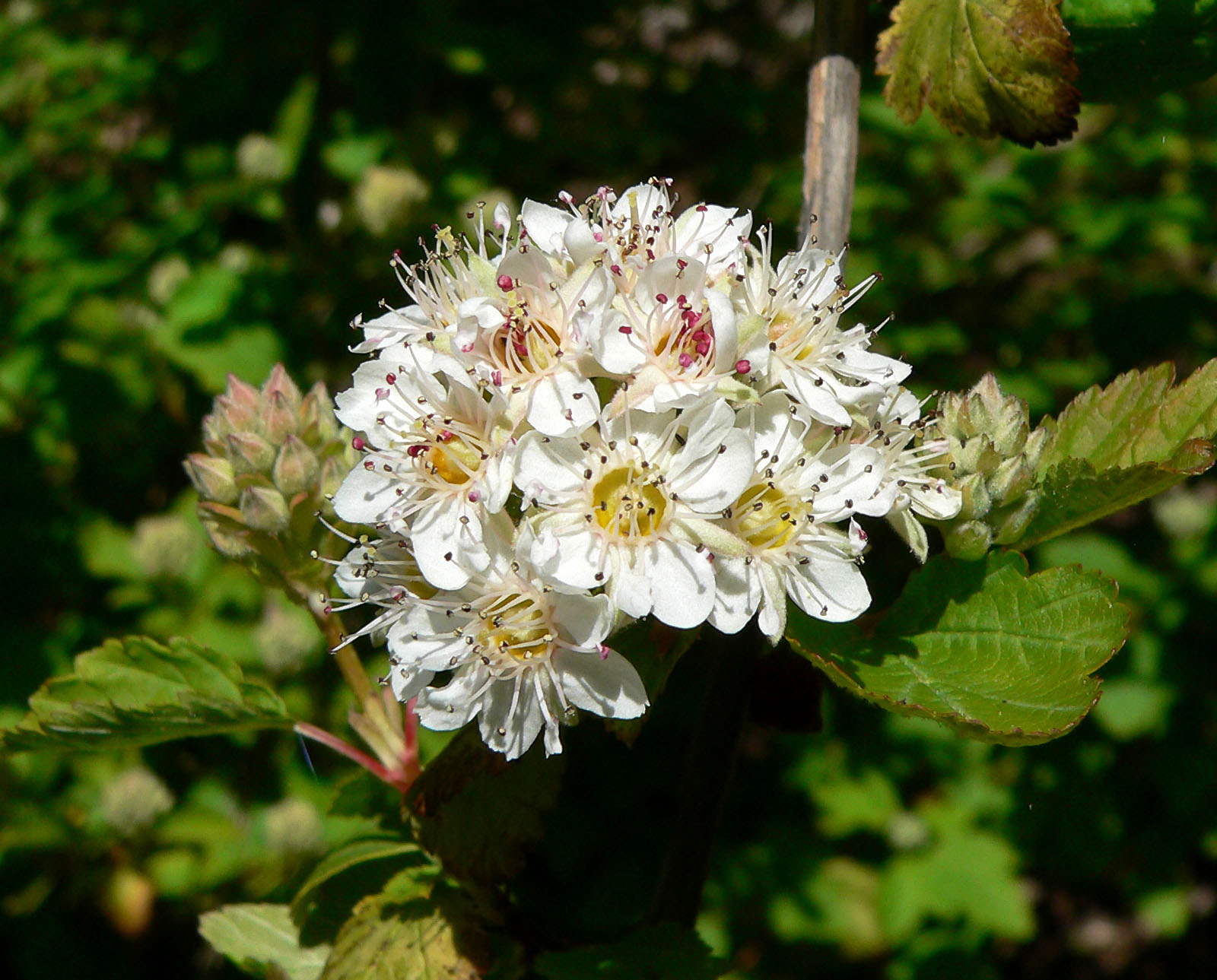
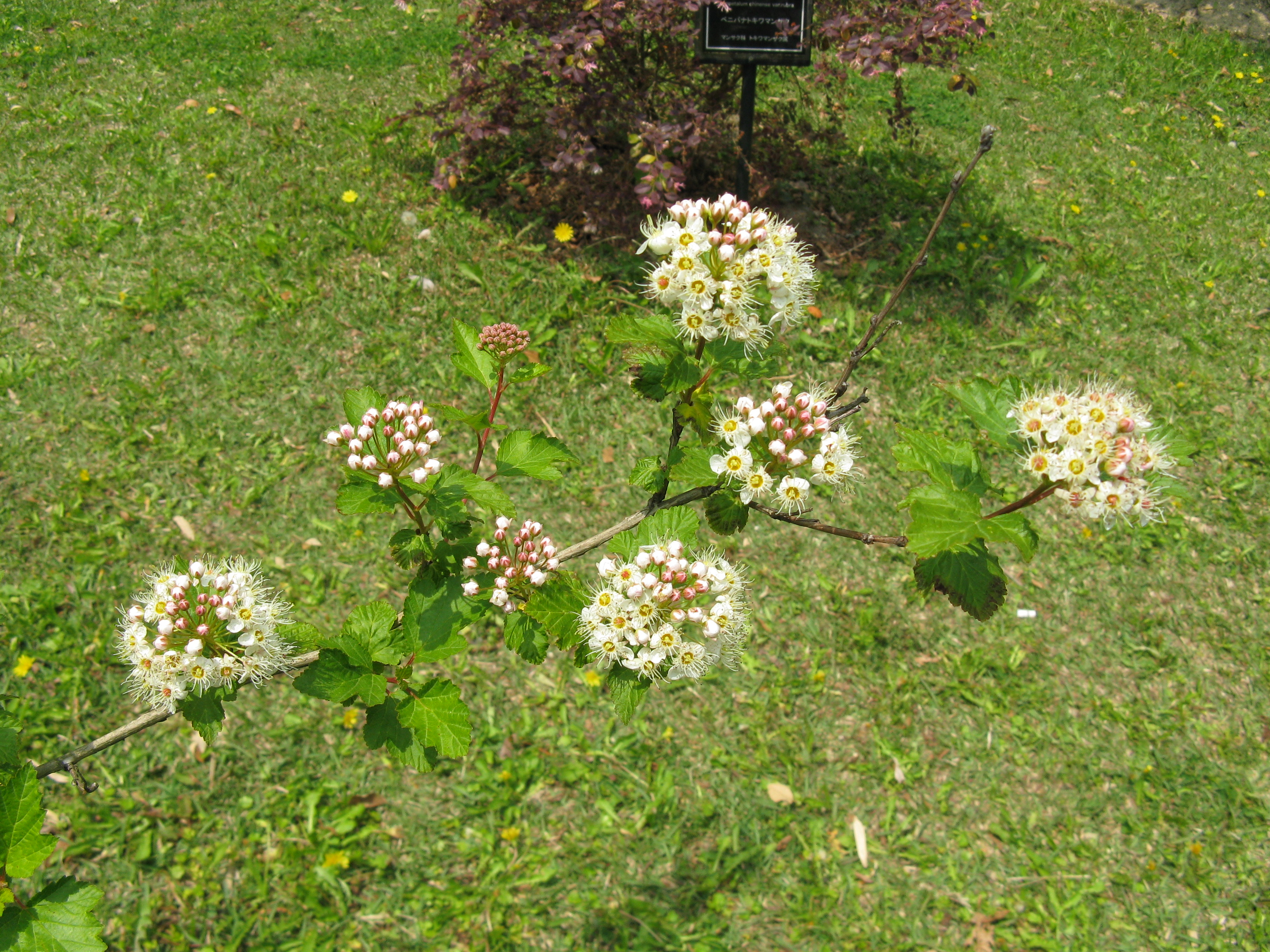
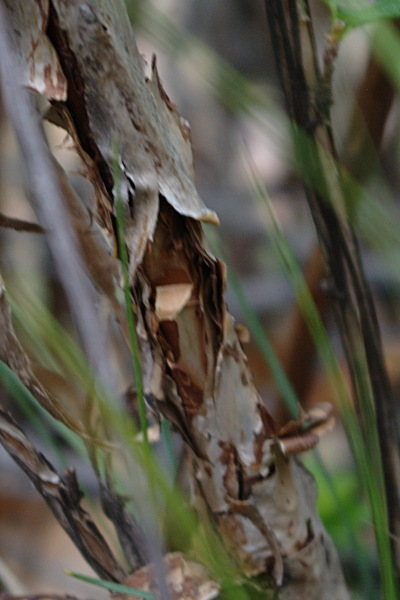